# Bièvre (Belgien)
Bièvre ist eine Gemeinde in der Provinz Namur im wallonischen Teil Belgiens.
Die Gemeinde besteht aus den Ortsteilen Bièvre, Baillamont, Bellefontaine, Cornimont, Graide, Gros-Fays, Monceau-en-Ardenne, Naomé, Oizy und Petit-Fays.
Erstmals urkundlich erwähnt wird Bièvre im Jahr 770, als es zum Besitz des Klosters Stablo/Stavelot gehört (Regnum Francorum online Stavelot Nr. 023).
Bièvre vertritt Belgien in der European Charter – Villages of Europe, eine Gruppe ländlicher Gemeinden aus allen EU-Ländern.

## Weblinks

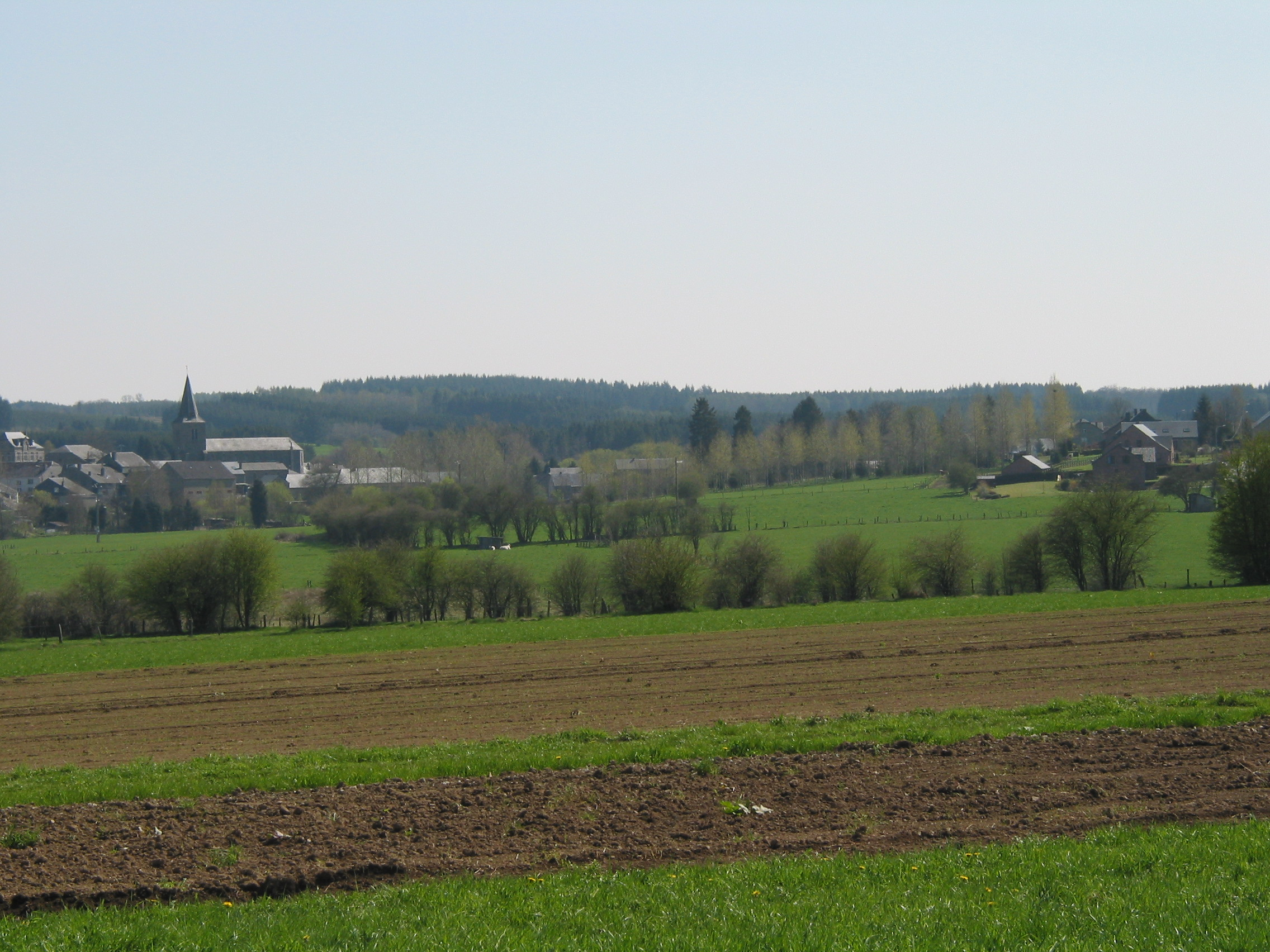
Blick auf Bièvre